# Allan Clarke (chanteur)
Pour les articles homonymes, voir Allan Clarke (homonymie) et Clarke.
Pour les articles ayant des titres homophones, voir Alan Clarke et Alan Clark.
Harold Allan Clarke, né le 5 avril 1942 à Salford (Royaume-Uni), est un chanteur anglais, fondateur du groupe de pop The Hollies.

## Biographie
Allan Clarke est un ami d'enfance de Graham Nash, avec qui il fonde le groupe The Hollies en 1962. Les Hollies connaissent un grand succès dans les années 1960 avec plusieurs singles dans le Top 10 britannique, la plupart coécrits par Clarke, Nash et le guitariste Tony Hicks.
En 1964,il participe au premier album des Rolling Stones en tant que choriste sur la chanson Little by Little avec Graham Nash. 
En 1971, Clarke quitte les Hollies après l'album Distant Light pour se lancer dans une carrière solo, à l'image de ce qu'avait fait Nash, parti du groupe trois ans auparavant pour fonder Crosby, Stills & Nash. Il est remplacé par le Suédois Mikael Rickfors. Toutefois, ses albums solo ne rencontrant pas le succès, Clarke réintègre le groupe dès 1973. Il continue à publier des albums solo jusqu'à la fin des années 1970, en parallèle avec ceux des Hollies.
En 1977, il apparaît comme invité sur l'album I Robot du Alan Parsons Project sur  la chanson Breakdown.
Clarke prend sa retraite en 1999. Il est remplacé dans les Hollies par Carl Wayne, le chanteur de The Move. La même année, il est invité à chanter sur l'album solo de Steve Howe guitariste de Yes, Portraits of Bob Dylan, sur la chanson Don't Think Twice, It's All Right.

## Discographie

### Albums solo
- 1972 : My Real Name Is 'arold
- 1973 : Headroom
- 1974 : Allan Clarke
- 1976 : I've Got Time
- 1978 : I Wasn't Born Yesterday
- 1980 : Legendary Heroes
- 1980 : The Only One
- 1990 : Reasons to Believe

### Participations
- 1964 : The Rolling Stones des Rolling Stones (chœurs sur Little by Little avec Graham Nash).
- 1977 : I Robot du Alan Parsons Project (chant sur Breakdown)
- 1999 : Portraits of Bob Dylan de Steve Howe (chant sur Don't Think Twice It's All Right)